# Bustle
Bustle é uma revista feminina online situada em Nova Iorque. Como parte do Bustle Digital Group, foi fundada por Bryan Goldberg em 2013 para desenvolver artigos sobre moda, beleza e política. Em julho de 2014, a revista havia atingido mais de 11 milhões de leitores mensais. Através da Apple Store, o aplicativo oficial foi baixado por mais de 250 mil usuários.

Logo da Bustle antes de 2020